# Agapetus vicanthicus
Agapetus vicanthicus är en nattsländeart som beskrevs av Arturs Neboiss 1988. Agapetus vicanthicus ingår i släktet Agapetus och familjen stenhusnattsländor. Inga underarter finns listade i Catalogue of Life.